# Bec de Corbin

## Definición
Un Bec de Corbin era un arma enastada o martillo largo usado en la Europa Occidental -sobre todo en Francia-, cuya singularidad radicaba en el "pico" de la cabeza de armas de su martillo, en su uso a dos manos y por quienes lo usaron: la guardia francesa de la "maison du roi".

## Orígenes e historia
Similar y compartiendo nombre con el Pico de Cuervo -que era un término medieval genérico para una forma del "pico" militar de los martillos basada en el pico de su homónimo aviar-, se diferenciaba de él por su longitud y por la forma de la cabeza de armas. Por ello fue muchas veces confundida con alabardas y martillos de Lucerna. Esta arma fue usada sobre todo en el siglo XV en Francia; por eso, su término en francés "Bec de Corbin" se emplea en otros idiomas en lugar de traducirlo. 
Durante esta época, el arma fue muy utilizada por la aristocracia como arma de duelos y combates judiciales, junto al hacha de petos y el montante.
Ya en el XVI el "Pico de grajo" pasó a usarse como arma de palacio por guardias reales. Además, al ser un arma de oficiales de la "maison du roi" (Guardia de la administración del rey de Francia) y cuya figura se empleó en blasones y heráldica, estos martillos se encuentran más veces en museos debido a la existencia de ejemplares de gran calidad y belleza. De ahí su principal distinción con el martillo Pico de cuervo de finales del Medievo especializado para perforar armaduras metálicas y sin "estatus" aristocrático.

## Morfología
El Bec de corbin tenía una cabeza de armas que resemblaba la cabeza de un grajo, de ahí su nombre. Tanto el pico como el peto contundente (formado por varias aristas similares a las plumas posteriores de la cabeza de un ave) jugaban con sus formas para que se pareciera al animal que le da su nombre.
De cerca de dos metros de longitud, el Bec de corbin se diferencia de su "primo" enastado, el Martillo de Lucerna en su cuchilla del tope, que no es tan exageradamente larga como la del arma suiza.
- Datos: Q1930986